# Lukaskirche (Münster)

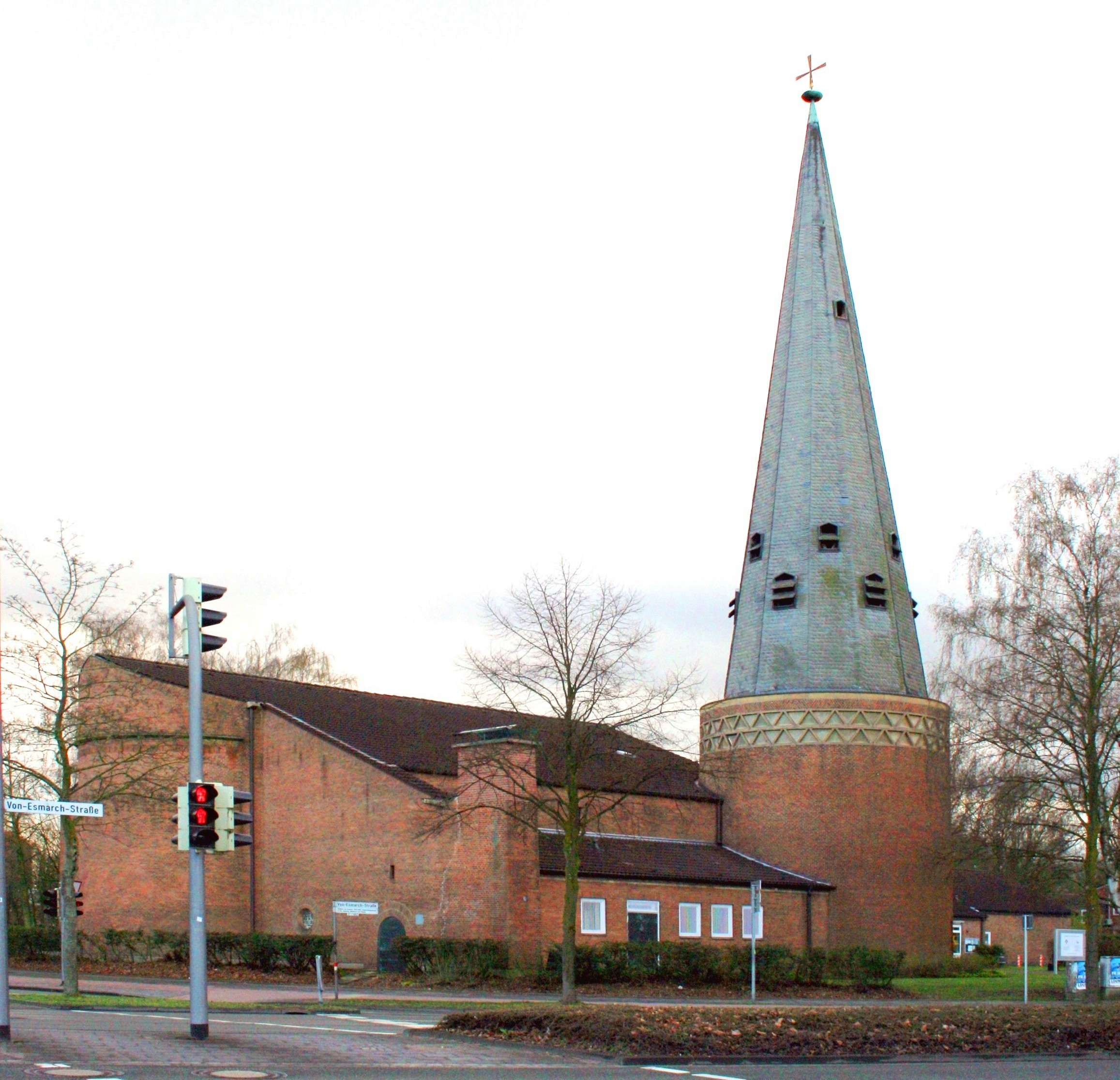
Die Lukaskirche am Coesfelder Kreuz

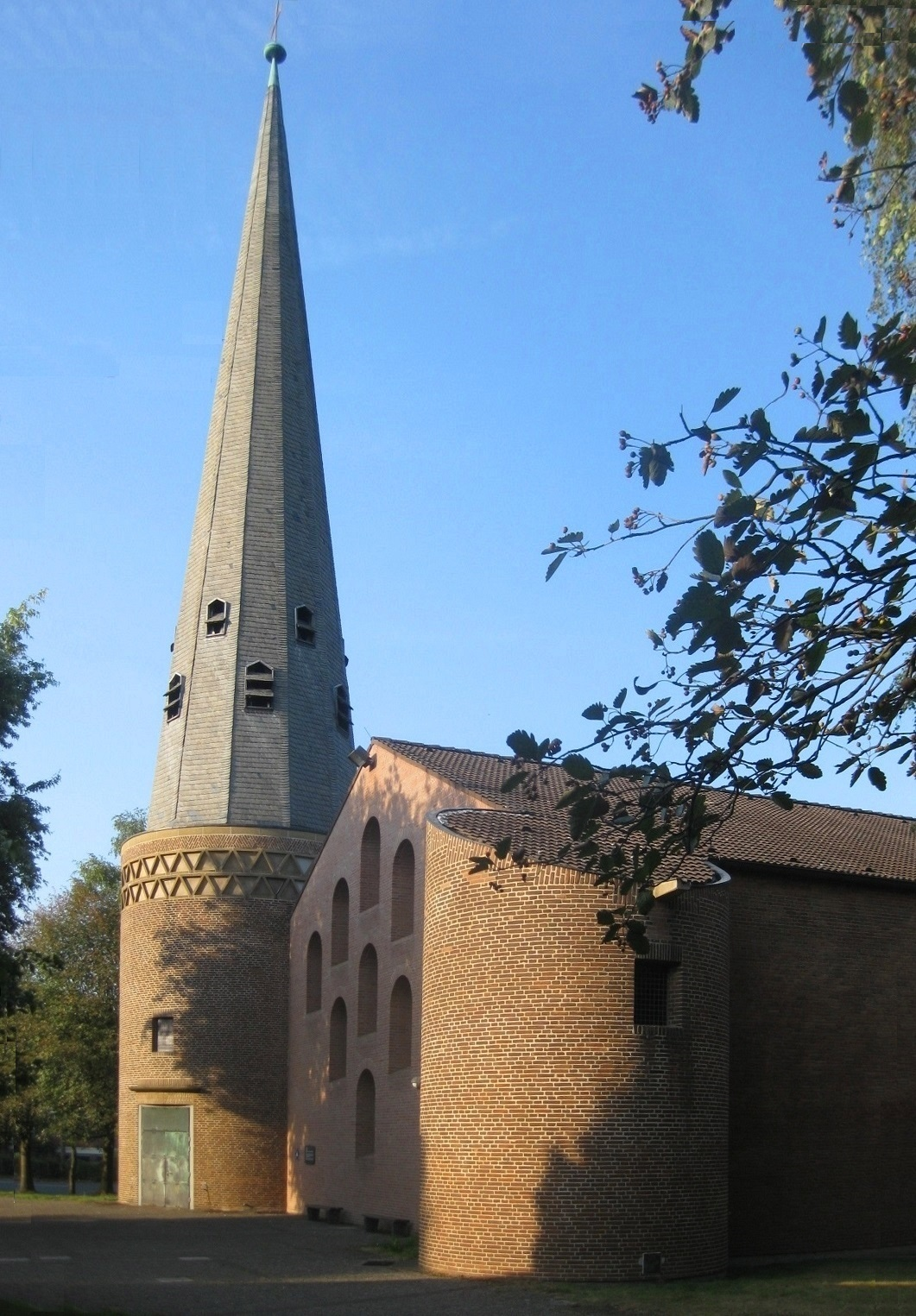
Ansicht vom Kirchplatz

Die Lukaskirche in Münster ist eine evangelische Kirche im Westen der Stadt, nahe dem Verkehrsknotenpunkt Coesfelder Kreuz. Ihre Silhouette ist neben den Bauten der Universitätskliniken weithin sichtbar. Bereits 50 Jahre nach der Erbauung wurde die Lukaskirche als Baudenkmal eingetragen.

## Baugeschichte
Nach dem Zweiten Weltkrieg erhöhte sich die Zahl der Protestanten in Münster durch den Zuzug von Flüchtlingen, die sich insbesondere an den damaligen Randbereichen der Stadt niederließen, wo sodann neue Kirchengemeinden gegründet wurden. Die Kirche zum Evangelisten Lukas – so ihr vollständiger Name – wurde von 1960 bis 1961 als Gemeindekirche für die neuen, damals rasch wachsenden westlichen Pfarrbezirke der Apostelkirchengemeinde und zugleich als Klinikenkirche für die Patienten der benachbarten Krankenhäuser nach Plänen von Heinrich Otto Vogel aus Trier erbaut. Die Weihe wurde am Erntedankfest 1961 gefeiert.
Der Name des Evangelisten Lukas wurde für die Gemeinde- und Klinikenkirche gewählt, weil Lukas, der Tradition zufolge, von Beruf Arzt war und weil sein Evangelium in besonderer Weise Barmherzigkeit und Zuwendung zu den Leidenden thematisiert. Eine Inschrift am Kircheneingang sagt dazu: „Diese Kirche wurde im Jahre des Herrn 1961 im Zusammenwirken von Kirche und Staat als gottesdienstliche Stätte für den Westbezirk der evangelischen Kirchengemeinde und die Universitätskliniken erbaut. Sie trägt den Namen des Evangelisten und Arztes Lukas zum Zeichen, daß sie den Gesunden und Kranken auf gleiche Weise dient.“
Der Eintrag als Baudenkmal wurde laut Unterlagen des Denkmalsamts der Stadt wie folgt begründet: „Die Lukas-Kirche ist ein bedeutendes Zeugnis für die Entwicklung der evangelischen Kirche in Münster und als solche auch bedeutend für die Geschichte der Stadt in der Zeit nach dem Zweiten Weltkrieg.“
Im Jahr 2011 wurden einige Risse im Mauerwerk beseitigt, wobei festgestellt wurde, dass die Fassade einsturzgefährdet war. Nach Abschluss der Arbeiten entspricht die Bausubstanz sowie das Erscheinungsbild nahezu vollständig dem Zustand der Erbauungszeit.

## Kirchbau
Die Kirche ist aus Backstein gebaut, dessen Rotton ihr Äußeres und Inneres prägt. Der Grundriss ist der einer fast quadratischen Halle mit weitgespanntem, flachem Satteldach. Die Ostseite biegt in eine weite Apsis aus, während die Westseite fast vollständig von versetzt angeordneten Fenstern mit Rundbögen eingenommen wird. Darüber hinaus gibt es nur noch ein kleines Fenster in der nördlichen Ostwand, durch dessen kreisrunde Öffnung das erste Morgenlicht auf den Taufstein fallen soll. Der Turm besteht aus einem relativ niedrigen, breiten und runden Backsteinsockel mit hoher gedeckter Kegelspitze. Insgesamt erweckt das Äußere mit seinen gedrungenen Proportionen den Eindruck einer schützenden Burg.

## Ausstattung

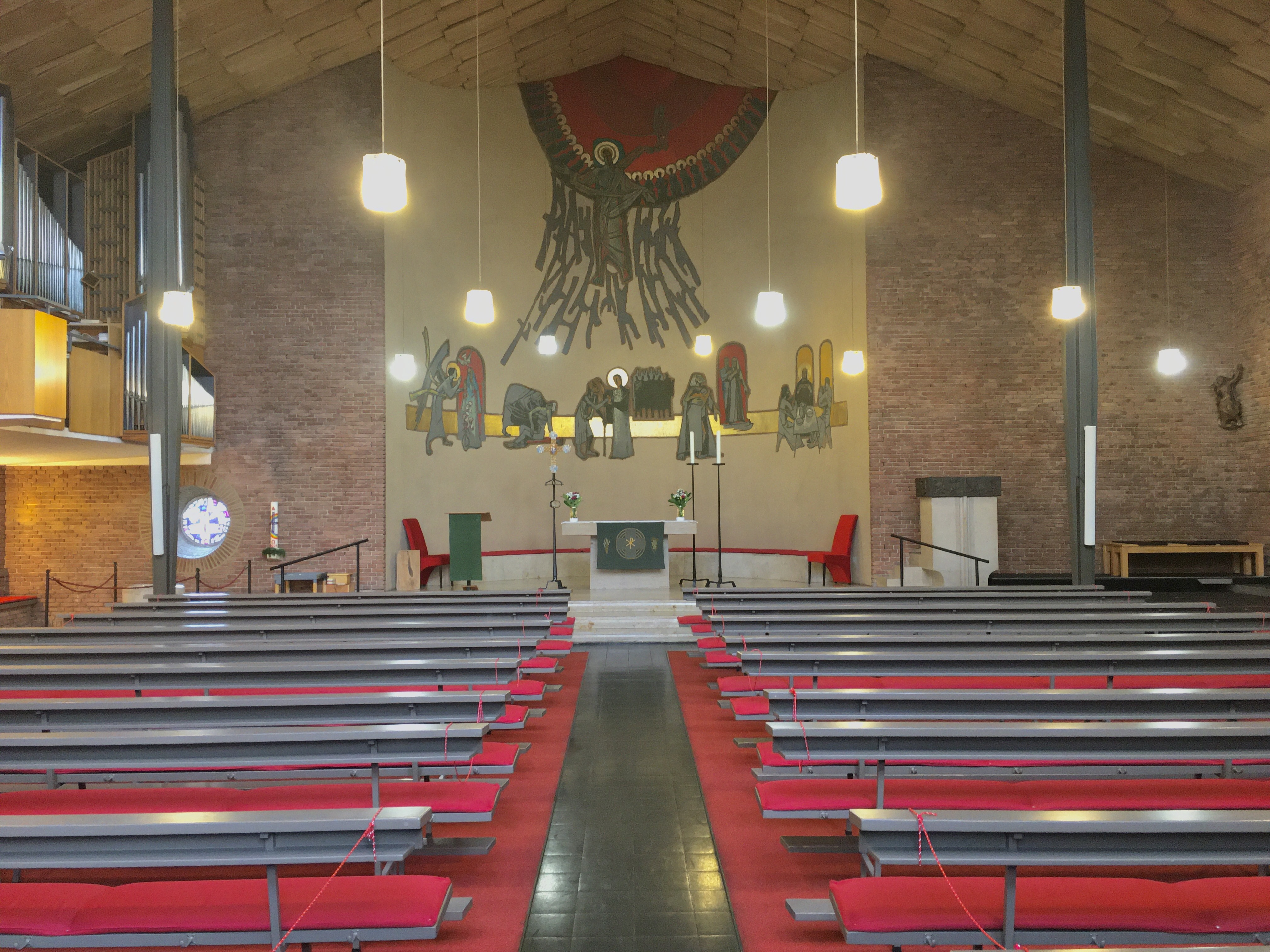
Innenraum mit Blick zum Altar und Gemäldefries

Im Innern zieht der Altarraum in der Apsisrundung alle Aufmerksamkeit auf sich. Nur hier ist der Backstein hell verputzt.
Oberhalb des Sandsteinaltars zeigt ein Gemäldefries Darstellungen aus dem Sondergut des Lukasevangeliums: die Verkündigung an Maria, den barmherzigen Samariter, die Heilung eines Blinden, die Heimkehr des verlorenen Sohnes und das Ostermahl in Emmaus. Darüber erscheint vor einer Gloriole mit den Vierundzwanzig Ältesten der Offenbarung der in Herrlichkeit wiederkehrende Christus, umgeben von einer – stark stilisiert dargestellten – Engelschar.

### Orgel
Die Orgel wurde 1963 von der Orgelbaufirma Gustav Steinmann (Vlotho) erbaut und im Jahr 2006 durch die Orgelbaufirma Kirschner (Weener) umfassend renoviert. Das Instrument hat 21 Register auf zwei Manualen und Pedal. Die Spiel- und Registertrakturen sind mechanisch.
| I Hauptwerk C–g3 |             |       |
| 1.               | Prinzipal   | 8′    |
| 2.               | Rohrflöte   | 8′    |
| 3.               | Oktave      | 4′    |
| 4.               | Koppelflöte | 4′    |
| 5.               | Gemshorn    | 2′    |
| 6.               | Mixtur V    | 1 ⁄3′ |
| 7.               | Dulzian     | 16′   |
| 8.               | Trompete    | 8′    |

| II Rückpositiv C–g3 |             |        |
| 9.                  | Holzgedackt | 8′     |
| 10.                 | Prinzipal   | 4′     |
| 11.                 | Blockflöte  | 4′     |
| 12.                 | Oktave      | 2′     |
| 13.                 | Terz        | 1 3⁄5′ |
| 14.                 | Quinte      | 2 ⁄3′  |
| 15.                 | Zimbel IV   | 1′     |
| 16.                 | Schalmey    | 8′     |
|                     | Tremulant   |        |

| Pedal C–f3 |           |     |
| 17.        | Subbass   | 16′ |
| 18.        | Prinzipal | 8′  |
| 19.        | Octave    | 4′  |
| 20.        | Posaune   | 16′ |
| 21.        | Trompete  | 8′  |

- Koppeln: II/I, I/P, II/P

## Gemeindehaus und Pfarrhaus
An die Kirche grenzt das Gemeindehaus, das jedoch nicht denkmalgeschützt ist, da es nach Einschätzung der Stadt Münster „nicht von der gleichen architektonischen Qualität wie die Kirche“ sei. Entsprechend wurde 2016 erwogen, das Gemeindehaus und das Pfarrhaus mitsamt ihren Grundstücken zu veräußern, falls es zum Bau eines neuen Kirchenzentrums der Lukas-Gemeinde auf dem Gievenbecker Gelände der ehemaligen Oxford-Kaserne der Britischen Streitkräfte in Deutschland kommen sollte. Aufgrund des Denkmalschutzes der Lukaskirche soll diese auch nach einem etwaigen Kirchbau auf dem ehemaligen Kasernengelände an ihrem derzeitigen Standort erhalten bleiben.